# Carex davyi
Carex davyi är en halvgräsart som beskrevs av Kenneth Kent Mackenzie. Carex davyi ingår i släktet starrar, och familjen halvgräs.
Artens utbredningsområde är Kalifornien. Inga underarter finns listade i Catalogue of Life.